# Haleiwa
Haleiwa es un lugar designado por el censo ubicado en la costa norte de Oahu en el condado de Honolulu en el estado estadounidense de Hawái. En el año 2000 tenía una población de 2.225 habitantes y una densidad poblacional de 470.3 personas por km². En sus famosas playas se celebran algunos concursos de surf de renombre internacional.

## Historia
El fundador de la ciudad fue el empresario Benjamin Franklin Dillingham (1844–1918) que construyó un hotel en el lugar en 1898. Lo llamó Hale Iwa que en hawaiano significa casa de la fragata.

## Geografía
Haleiwa se encuentra ubicado en las coordenadas 21°35′24″N 158°6′50″O / 21.59000, -158.11389. Según la Oficina del Censo, la localidad tiene un área total de 6,6 km² (2,5 mi²), de la cual 4,7 km² (1,8 mi²) es tierra y 1,8 km² (0,7 mi²) (28.06%) es agua.

## Demografía
Según la Oficina del Censo en 2000 los ingresos medios por hogar en la localidad eran de $39.643, y los ingresos medios por familia eran $48.553. Los hombres tenían unos ingresos medios de $31.750 frente a los $25.163 para las mujeres. La renta per cápita para la localidad era de $16.504. Alrededor del 15.0% de las familias y del 17.6% de la población estaban por debajo del umbral de pobreza.